# Argentat
Argentat è un ex comune francese di 3 275 abitanti situato nel dipartimento della Corrèze nella regione della Nuova Aquitania. Dal 1º gennaio 2017 è stato accorpato, insieme al comune di Saint-Bazile-de-la-Roche, nel nuovo comune di Argentat-sur-Dordogne.

## Società

### Evoluzione demografica
Abitanti censiti